# 陳景蘭洋樓
陳景蘭洋樓，又稱景蘭山莊，是位於中華民國福建省金門縣金湖鎮的一棟宅第，同時為金門規模最大之洋樓，2003年3月31日登錄為金門縣歷史建築。

## 歷史
陳坑古稱尚卿，位於金門島南方，住有一百多戶陳姓人家，為一濱海小漁村聚落。居民世代以捕魚維生，缺乏私塾學院，因此在進士、舉人輩出的金門島（浯島）上，陳坑人始終未能列名其中。加上與北方瓊林村因姻親糾紛發生械鬥事件，成為世仇，惟瓊林村蔡姓人家官宦輩出，多戶蔡姓人家曾在明、清兩代朝廷中擔任官職。促使在陳坑出生的陳景蘭興起了辦學的念頭，希望能透過教育讓陳坑居民有揚眉吐氣的一天，成為陳景蘭洋樓興建的原由。
陳景蘭（1881年－1943年）出生於清光緒七年，幼年有幸於後沙村親戚家就讀私塾，接受中國傳統詩書禮樂教育，本想赴京趕考，卻在清朝末年戰亂連年下無法成行，因此在廿一歲時（西元1902年）決意至南洋發展，落腳於當時的英國殖民地－新加坡。初期在「協成號」擔任簿記，後辭職前往荷屬印尼的勿里洞島，創辦「南金號 」九八行（因抽取 2％利潤，價格公道穩定，廣受歡迎，故當年的貿易商號多稱九八行），後於新加坡開分店「成源號 」，因眼光獨到，在新加坡多家工廠與公司投資持股，成為南洋重要的僑領與商賈。

### 興建

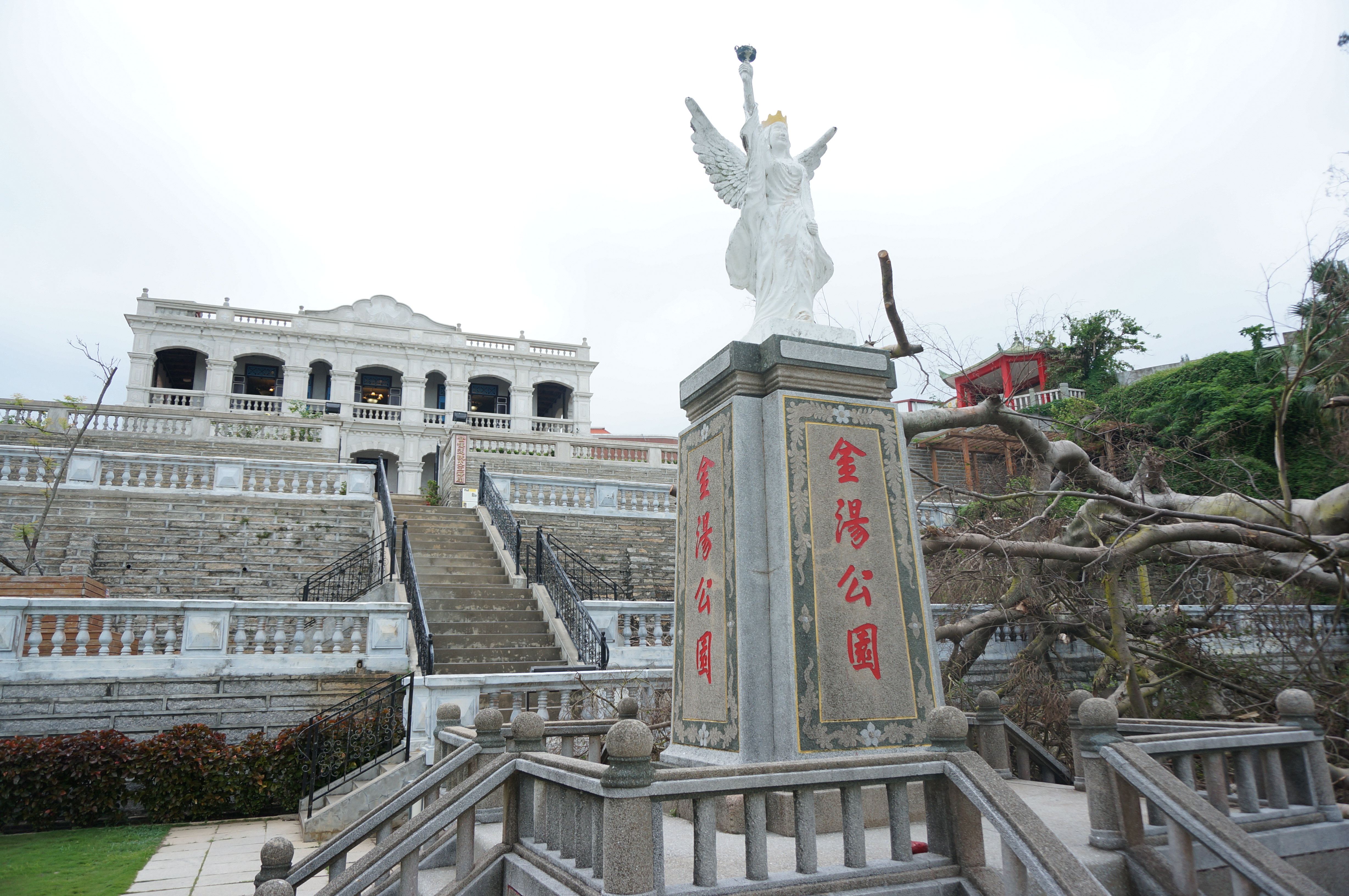
陳景蘭洋樓前方庭院與金湯公園

民國六年（西元1917年），36歲的陳景蘭專程返鄉，帶著事前委託洋人設計的建築藍圖，相中並購入陳坑山溝延伸至海濱的大片土地，由廈門以及金門延請廿幾個建築師傅與匠師以及八十幾個小工開始興建陳景蘭洋樓（景蘭山莊）。杉木、磚瓦由閩南藉三桅帆船運送至陳坑海邊，再以騾車運送上岸，外牆白灰則由金門當地蚵殼混以荷蘭進口水泥塗抹而成。兩層樓的構造，融合羅馬式建築的拱形外牆以及閩南式的門楣窗台，包含樓前庭院，於民國十年（西元1921年）完工，花費超過十萬元，命名為景蘭山莊，並成立尚卿小學，特別由廈門鼓浪嶼聘請老師，任用陳文溫為校長，供陳坑當地人免費就學，造就了成功村『一門三博士』的美話。

### 戰後至今
西元1937年7月7日，日本發動蘆溝橋事變，開始侵華戰爭，同年10月21日(農曆9月23日)日本占領金門，直至1945年戰敗投降，期間強佔景蘭山莊做為日軍指揮所以及醫院使用，陳景蘭避禍於新加坡，於1943年逝世，享壽62歲，陳景蘭長媳吳冬蜜於西元1943年帶年僅三歲的長孫陳鼎新轉赴廈門。
西元1945年日本戰敗投降後爆發第二次國共內戰，1949年國軍防砲部隊駐紮，建立國軍觀測所，後為「陸軍第五十三醫院」及，作為門診、病房之用，國軍在景蘭山莊的前方坡地，興建了一座「金湯公園 」，園中並豎立仿自由女神雕像。

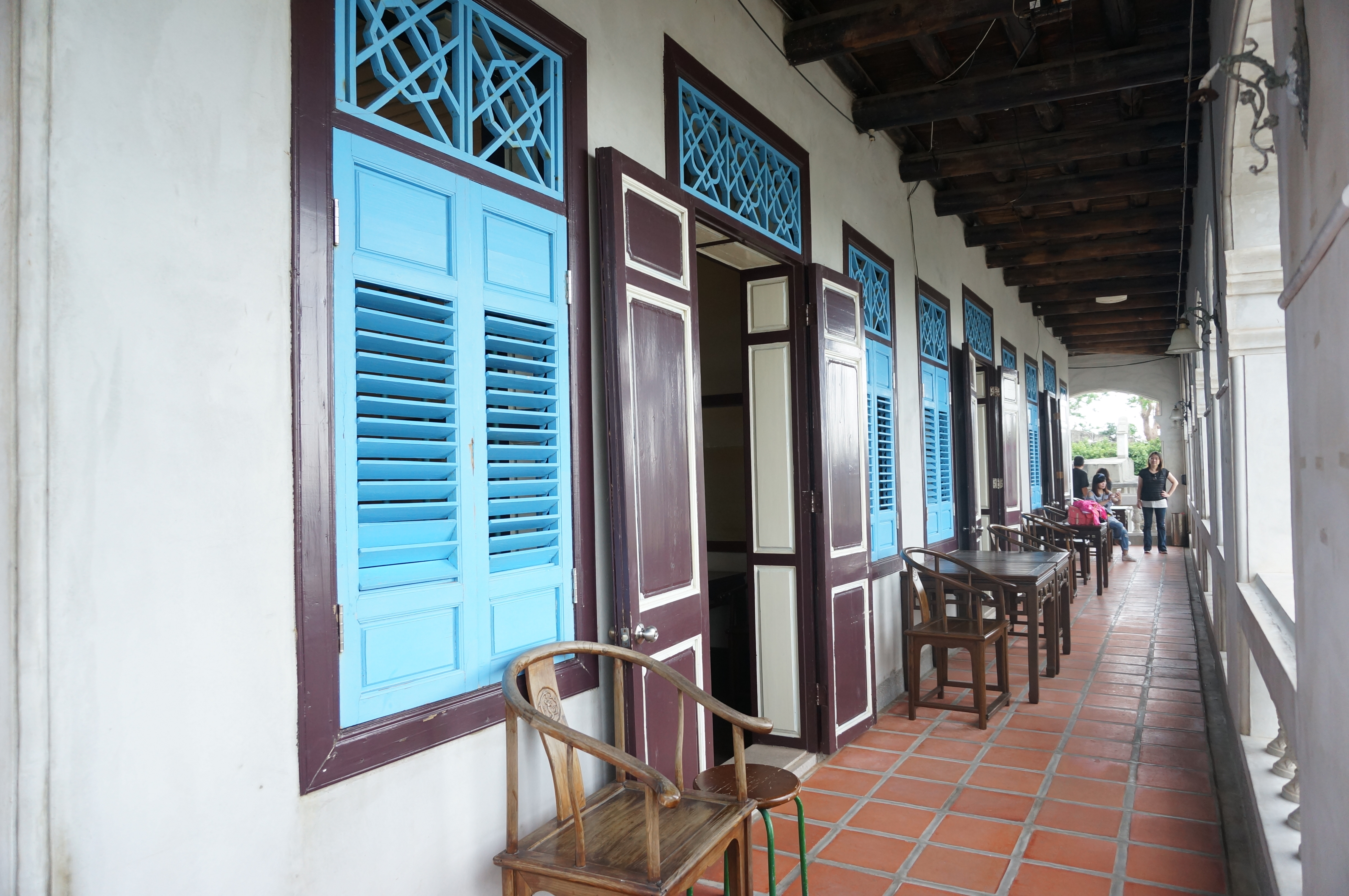
陳景蘭大洋樓-前廊

西元1959年金防部在陳景蘭洋樓成立「金門官兵休假中心」，提供戰地官兵前來休假。西元1992年底戰地政務結束，軍方交還民眾管理。至此時，景蘭山莊歷經砲擊與颱風吹襲，前簷樓板倒塌，側間牆壁半倒，內部紅磚牆外露，因此被拉起封鎖線，禁止入內，成為斷垣殘壁的危樓。
經過正義里里長陳國強奔走，前往廈門大學，拜訪陳景蘭長孫陳鼎新，同意把景蘭山莊使用全交給金門地方政府二十年，供整修成為紀念館，西元2005年獲得政府補助八千萬，地方政府編列三千萬，總工程一億一千多萬預算，將景蘭山莊整修並重新啟用，成為現今之陳景蘭大洋樓。

## 建築風格
陳景蘭洋樓本體牆身為磚砌抹灰，屋身構造為硬山擱檁，立面柱頭簷帶有多層裝飾，山牆上刻有「1921」字樣，外廊拱圈造形典雅，面向大海，並有大面積階梯是花園平台及假山亭榭、門房建築。

## 外部連結
- 陳景蘭洋樓 - 金門觀光旅遊網 （页面存档备份，存于）
- 陳景蘭洋樓 -  文化部iCulture-文化空間 （页面存档备份，存于）